# Insurrecció Georgiana de Texel
La Insurrecció Georgiana de Texel (4 d'abril, 1945-20 de maig, 1945) va ser una insurrecció de soldats georgians d'un batalló soviètic a l'illa holandesa de Texel, contra els ocupants alemanys a les acaballes de la Segona Guerra Mundial.
La revolta va esclatar la nit del 4 al 5 d'abril de 1945 quan un grup de soldats georgians, que havien estat obligats a canviar de bàndol i lluitar amb els alemanys, després de ser capturats en el front oriental, van veure pròxima l'arribada dels aliats i es van sublevar contra els alemanys.
La revolta es va prolongar en el temps, ja que la flota alemanya va tornar a capturar l'illa, però sense pacificar-la completament. Així, la revolta causà més de 1000 morts, 800 alemanys, 500 georgians i 120 tesselans. Els combats van acabar més tard que el final de la guerra a la resta d'Europa i per tant, a aquesta revolta se la coneix com l'últim camp de batalla a Europa en la Segona Guerra Mundial.
Els soldats georgians caiguts estan soterrats al cementeri de Hogeberg, prop d'Oudeschild. Els pocs sobrevivents georgians tampoc van tindre un bon final, ja que en haver-se canviat de bàndol i no haver lluitat fins a la mort, van ser executats més tard pel règim de Stalin.